# 八木栞
八木 栞（やぎ しおり、2003年9月19日 - ）は、日本の女優、元歌手、元アイドル。女性アイドルグループつばきファクトリーの元メンバー。
愛知県出身。アップフロントプロモーションに所属していた。

## 略歴
2021年
- 「ハロー!プロジェクト「Juice=Juice」「つばきファクトリー」合同新メンバーオーディション」に合格。
- 7月7日、河西結心、福田真琳、豫風瑠乃とともにつばきファクトリーに加入することが発表された。
- 11月17日、シングル『涙のヒロイン降板劇/ガラクタDIAMOND/約束・連絡・記念日』でつばきファクトリーとしてメジャーデビュー。

2024年
- 4月4日、Instagramを開始。

2025年
- 1月27日、4月30日に開催予定の日本武道館公演をもってつばきファクトリーおよびハロー!プロジェクトを卒業することを発表。卒業後はミュージカル女優に挑戦する予定。
- 4月30日、日本武道館で行われた『つばきファクトリー 10th Anniversary Concert at BUDOKAN 〜OUR DAYS〜』をもってつばきファクトリーおよびハロー!プロジェクトを卒業。

## 人物
- メンバーカラーはオレンジ[10]。
- 血液型O型[1]。
- 趣味はミュージカル鑑賞で、特に劇団四季を好む。好きな劇団四季の演目は『夢から醒めた夢』[11][12]。好きな女優は岡村美南[13]。生後11か月ごろから、母親に劇団四季の公演に連れて行ってもらっていたことで好きになり、幼少期から劇団四季の女優になりたいと思い、声楽を始める[13]。小学3年生の時、劇団四季によるミュージカル『サウンド・オブ・ミュージック』のオーディションの最終審査まで進出[14]。
- つばきファクトリー加入前は、地元でミュージカルに出演したことがある。ハロー!プロジェクトを好きになって最初に開催されたのが「合同新メンバーオーディション」で、年齢制限もあり、受けなければ後悔すると思い、オーディションを受けた。ハロプロを選んだ理由は、将来もミュージカルに出演したいという思いがあり、歌とダンスのレベルアップができるグループがベストだと思ったから[15]。憧れの先輩は、金澤朋子（元Juice=Juice）[16]、岸本ゆめの（つばきファクトリー）[17]、西田汐里 (BEYOOOOONDS)[18]。
- 好物はアイスクリーム[11]。好きな音楽ジャンルはミュージカル[1]。好きなスポーツは水泳[1]。特技は声楽、バレエ、両手離しブリッジ[3]。
- 座右の銘は「志ある者は事竟に成る」[1]。
- ブログにおいて、日々の自炊を画像とともに紹介したところ、コメントなどで「八木メシ」と呼ばれるようになり、後に自身もその名称を使うようになった[19][20]。公式YouTube番組では「独特なアレンジや見た目などが話題」と紹介されている[21]。また、山岸理子からもらった[20]富士ホーローのミッフィー鍋を愛用しており、「つばきファクトリーDVD MAGAZINE Vol.18」では富士ホーローから食器類の提供を受けている[22]。
- オリジナルのポーズとして、ヤギのツノと耳を手でかたどり、自身の苗字と掛け合わせた「ヤギポーズ」がある[23][24]。

## 出演

### テレビ
- 潜在能力テスト 劇団四季＆浅草＆日光東照宮！驚きの新発見2時間SP（2022年10月18日、フジテレビ）

### ラジオ
- 60TRY部（2024年1月9日 - 2025年4月29日、ラジオ日本） - 火曜日レギュラー出演（伊勢鈴蘭と1週おきに交代）

### ウェブ
- 八木メシ、進化中!（2023年9月25日 - 2025年4月30日、アイスム）[25]

### ライブ
- RISA OGATA CONCERT「Coeur à coeur」（2022年10月6日 - 2023年5月30日、2都市14公演） - Support Dancer
  - RISA OGATA CONCERT 2022「Coeur à coeur」COTTON CLUB公演（2022年10月6日・11日、COTTON CLUB、4公演）[26]
  - RISA OGATA CONCERT 2023「Coeur à coeur」COTTON CLUB公演（2023年1月27日・5月29日・30日、COTTON CLUB、6公演）[27]
  - RISA OGATA CONCERT 2023「Coeur à coeur」第一ホテル両国公演（2023年3月6日・7日、第一ホテル両国「清澄」、4公演）[27]

### 舞台
- 第9回ファミリーコンサート 子どもから大人まで楽しめるオペラ ロッシーニ作曲 豊橋シティオペラ編 オペラ シンデレラ 日本語上演 子どもたちによる合唱団SakuraCantabile公演（2018年8月26日、穂の国とよはし芸術劇場PLAT主ホール） - シンデレラ 役[28]
- STAGE VANGUARD「悪嬢転生」（2022年8月8日、COTTON CLUB） - ゲスト出演[29]

## 所属グループ・ユニット
- つばきファクトリー（2021年 - 2025年）